# 1153.
◄ | 11. stoljeće | 12. stoljeće | 13. stoljeće | ►
◄ | 1120-ih | 1130-ih | 1140-ih | 1150-ih | 1160-ih | 1170-ih | 1180-ih | ►
◄◄ | ◄ | 1150. | 1151. | 1152. | 1153. | 1154. | 1155. | 1156. | ► | ►►
Arhitektura • Astronomija • Knjige • Književnost • Kršćanstvo • Medicina • Pravo • Promet • Znanost

## Smrti
- 20. kolovoza – Bernard iz Clairvauxa, francuski svetac (* 1090.)

## Vanjske poveznice
|  | Zajednički poslužitelj ima još gradiva o temi 1153. |